# Agencia Catalana de Noticias

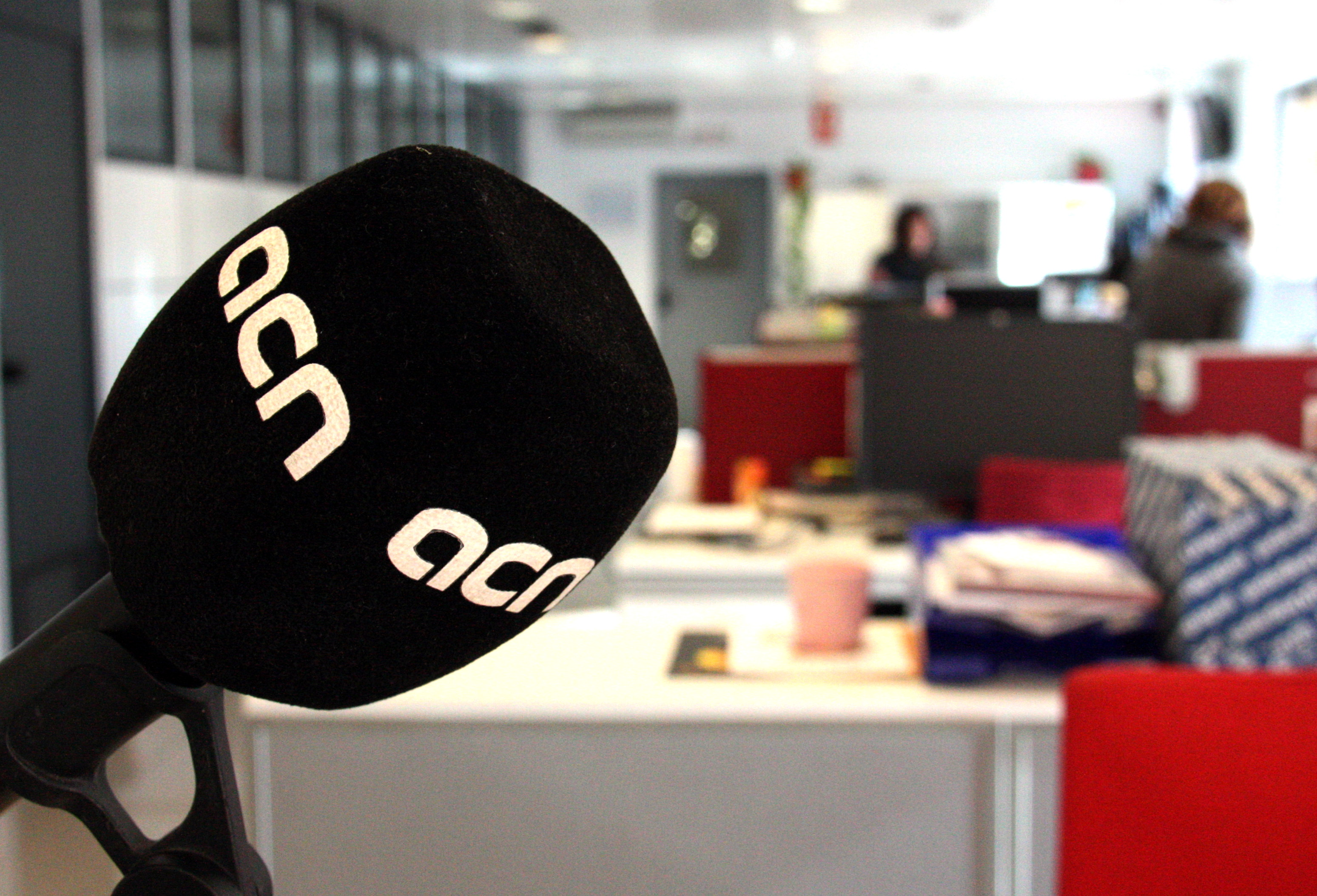
Logo de la Agencia Catalana de Noticias (ACN)

La Agencia Catalana de Noticias (ACN) es una agencia de noticias catalana de carácter público y multimedia, que se fundó en 1999. El ACN cubre informativamente Cataluña, así como otros territorios de habla catalana, y también ofrece información de aquello que afecta directamente a Cataluña, pero que pasa en otros centros de decisión, como Bruselas, Londres y Madrid, donde la ACN tiene delegaciones. Una de sus funciones es la vertebración del espacio catalán de comunicación a través de su actividad periodística, motivo por el cual hace una atención especial a la información de proximidad.

## Historia
Nació en 1999 en Gerona, bajo el paraguas del Consorcio Local y Comarcal de Comunicación, formado por las diputaciones de Gerona, Lérida y Tarragona, seis consejos comarcales y siete ayuntamientos, gobernados por Convergència i Unió. Tenía el objetivo de dar a los medios locales y comarcales catalanes un servicio multimedia por Internet. Salió al mercado con un capital inicial de 480.000 euros y con una plantilla de 20 trabajadores.
Durante una breve etapa estuvo en manos de la iniciativa privada, con una participación minoritaria del consorcio inicial. El año 2000, el Grupo Planeta adquirió el 75% del accionariado de la empresa titular de la ACN por 450 millones de pesetas. El año 2002, entró como accionista la empresa pública Corporación Catalana de Radio y Televisión (actualmente CCMA), que el 2005 se convirtió en socio único de la compañía. El Gobierno de la Generalitat asumió en 2007 el 70% de la propiedad, mientras que la CCMA conservó el 30% restante. Entre 2007 y 2011 vivió una época de expansión territorial y temática. El año 2011 la agencia de noticias catalana tenía 300 abonados y un equipo de sesenta periodistas, la mayoría de los cuales eran teletrabajadores.
A pesar de la aprobación del Parlamento de Cataluña de una moción para garantizar el modelo del ACN, el año 2013 el presupuesto del ACN se redujo en 600.000 euros, pasando de los 2,4 millones del 2012 a 1,8 millones, un recorte del 25%. El recorte se aplicó despidiendo 9 trabajadores de los 67 existentes, el 15% de la plantilla, motivo por el cual convocaron algunos días de huelga. Anteriormente, entre el 2011 y el 2012 la plantilla ya se había reducido de 93 a 67 trabajadores. El febrero de 2017, con 61 trabajadores, la mayoría dispersados por las delegaciones territoriales, inaugura una nueva sede en la Avenida Josep Tarradellas de Barcelona.

## Directores
Lista de directores:
- Carles Puigdemont (1999 – 2002)
- Joan Besson (2002 – 2006)
- Saül Gordillo (2007 – 2011)
- Anna Nogué (2011)[10]
- Joan Maria Clavaguera (mayo de 2011 – abril de 2016)
- Marc Colomer (abril de 2016 – abril de 2022).[11]
- Iu Forn (abril de 2022 – actualidad)[12]